# Камарит, Йозеф Властимил
Йозеф Властимил Камарит (чеш. Josef Vlastimil Kamarýt, 1797—1833) — чешский поэт-священник.

## Биография
Родился в Богемии в г. Велешин.
Первое собрание стихотворений Камарита вышло в 1822 году под названием Smíšené bàsné. В 1831 и 1882 годах Камарит выпустил в свет своё собрание чешских духовных народных песен (České nàrodní duchovní písnè) с интересным предисловием, повествующим о характере этой поэзии и о древних церковных напевах в Чехии. Много переводил с французского, английского, польского и русского (среди прочих оду «Бог» Державина).